# 筸子坪镇
竿子坪乡，是中华人民共和国湖南省湘西土家族苗族自治州凤凰县下辖的一个乡镇级行政单位。

## 行政区划
竿子坪乡下辖以下地区：
桐油坪村、鱼洞村、红狮村、榔木树村、忙略村、新民村、筸子坪村和民主村。